# 阿里山落新妇
阿里山落新妇（学名：Astilbe macroflora）为虎耳草科落新妇属下的一个种。

## 扩展阅读
- 維基物種上的相關：阿里山落新妇